# Vaidievutis
Vaidievutis ist ein litauischer männlicher Vorname. Die weibliche Form ist Vaidievutė.

## Namensträger
- Vaidievutis Ipolitas Geralavičius (* 1952), Mathematiker, Diplomat, Professor